# Belippo calcarata
Belippo calcarata är en spindelart som först beskrevs av Roewer 1942.  Belippo calcarata ingår i släktet Belippo och familjen hoppspindlar. Inga underarter finns listade.